# Porsche 911
De Porsche 911 (uitgesproken als negen-elf) is de bekendste sportwagen van de Duitse autoproducent Porsche. Deze kwam in 1964 op de markt. Er zijn sindsdien meerdere generaties op de markt gebracht met een eigen fabriekscode, sinds 2019 is dat de Porsche 992, maar deze worden allen tot de 911-serie gerekend. Het uiterlijk van de 911 is onder leiding van Erwin Komenda ontworpen door Ferdinand "Butzi" Porsche, kleinzoon van Ferdinand Porsche, de oprichter van het merk Porsche. De bekende vorm is in de afgelopen zestig jaar in grote lijnen gelijk gebleven.

## Geschiedenis

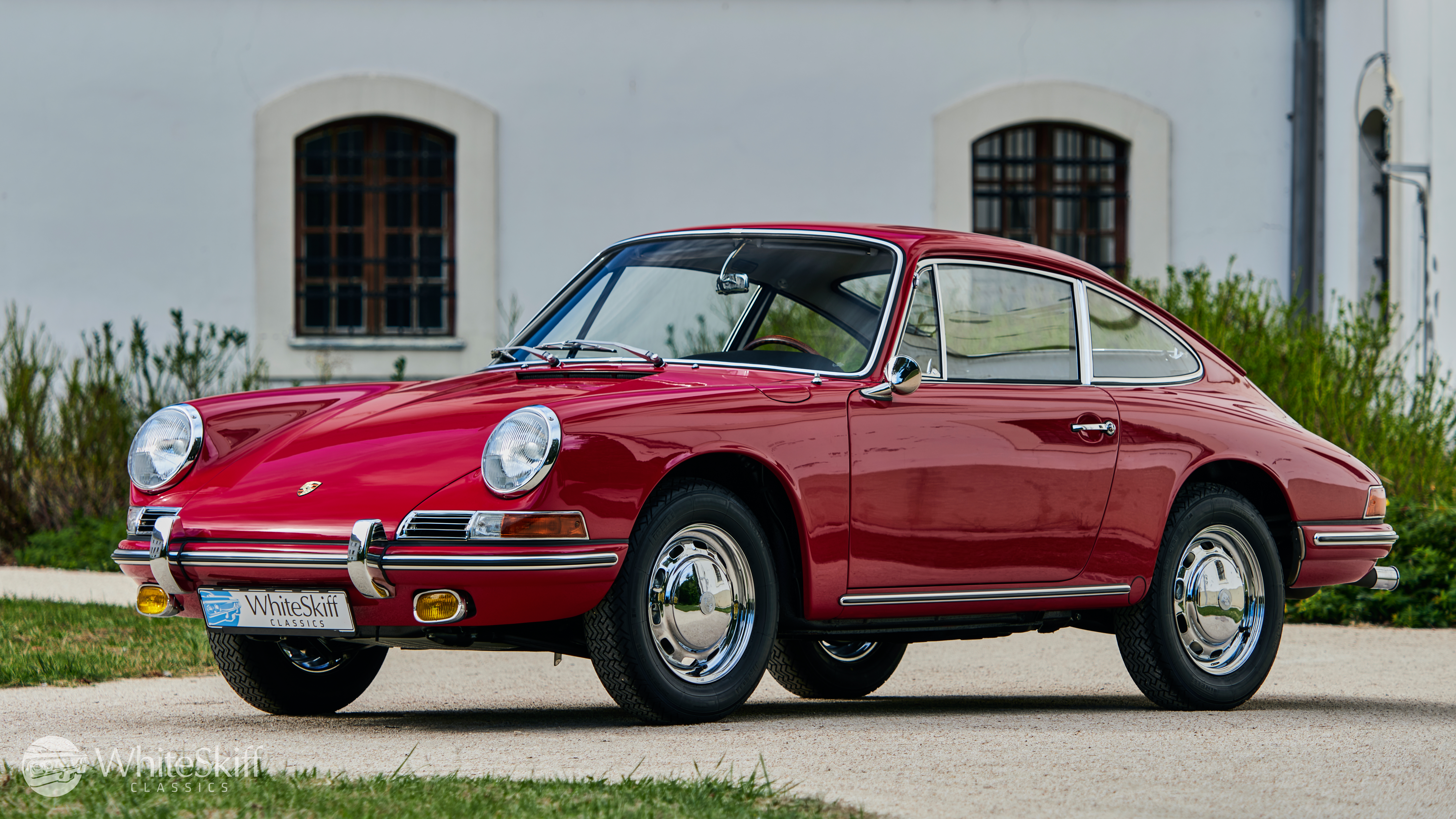
Porsche 911 1966

Op 12 september 1963 werd door Porsche het model 901 voor het eerst aan het publiek getoond op de autosalon van Frankfurt. Het nummer moest echter worden veranderd omdat Peugeot het merkrecht claimde op alle automodelnummers bestaande uit drie cijfers met een nul in het midden. Gekozen werd toen voor 911. De Porsche 911 kwam in 1964 op de markt met een 2.0 liter luchtgekoelde zescilinder motor die achterin was geplaatst en 130 pk leverde. Hiermee kon de 911 in 8,9 seconden optrekken van 0 tot 100 km/u. In 1965 kwam daarnaast de 912 op de markt. Deze goedkopere versie, die eigenlijk niet tot de 911-serie wordt gerekend, was uiterlijk hetzelfde maar met een lichtere motor en soberder uitgerust.

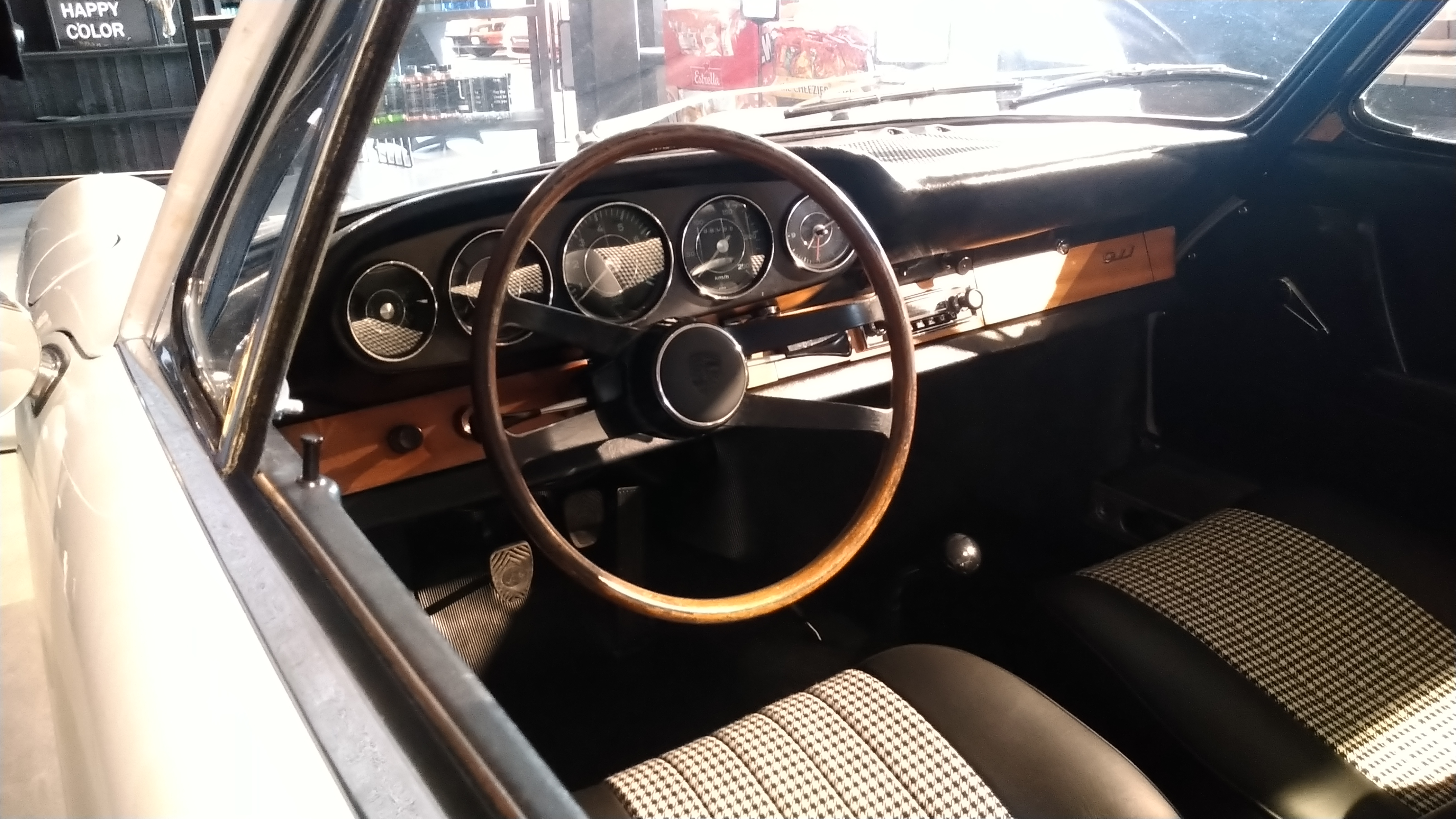
Klassiek interieur

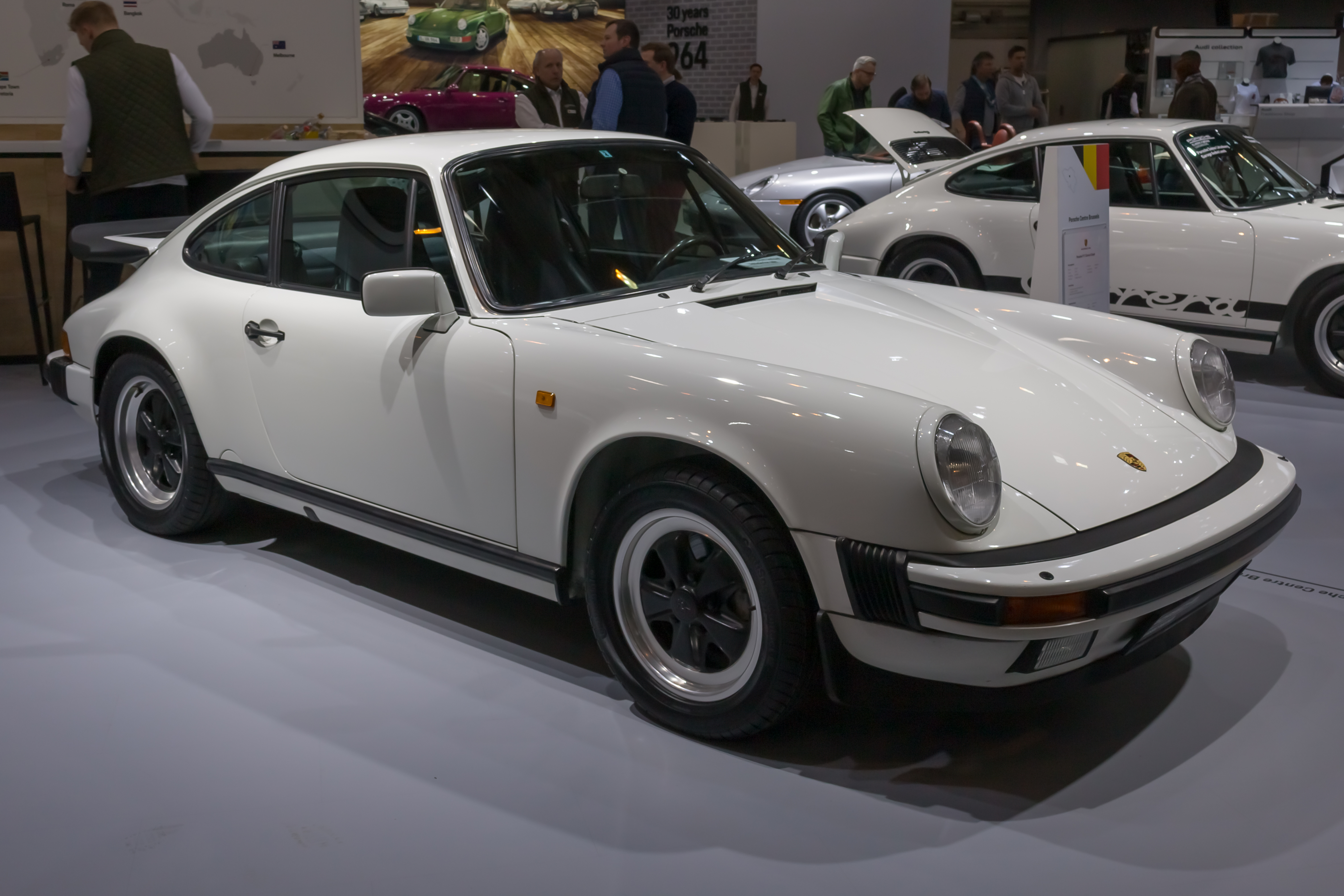
Porsche 911 G-model

In de loop der jaren werd het modellengamma vergroot. Zo kwam in 1966 de 911S met 160 pk en in 1967 de Targa op de markt, als een 'veiligheidscabriolet' met permanent gemonteerde rollbar en verwijderbare softtop. De targa is vernoemd naar de vele overwinningen van Porsche bij de Targa Florio-races op Sicilië. Porsche combineerde bij deze uitvoering het gevoel van een cabriolet met de zekerheid van een rolbeugel. De eerste types, met softwindow als bijnaam, hadden een uitritsbare plastic achterruit. Vanaf 1969 werd een vaste glazen achterruit geleverd.

### Rijgedrag

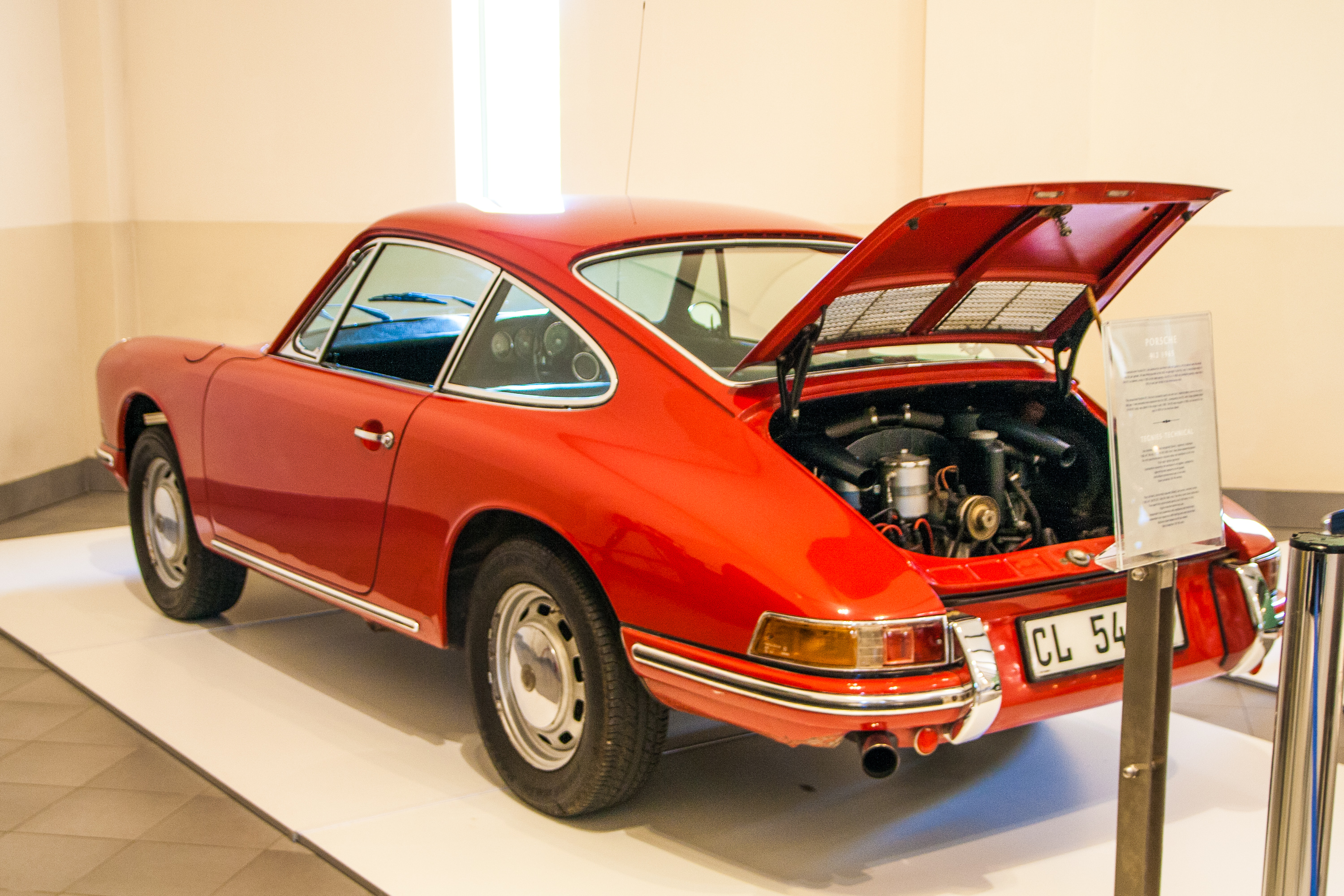
Motorruimte

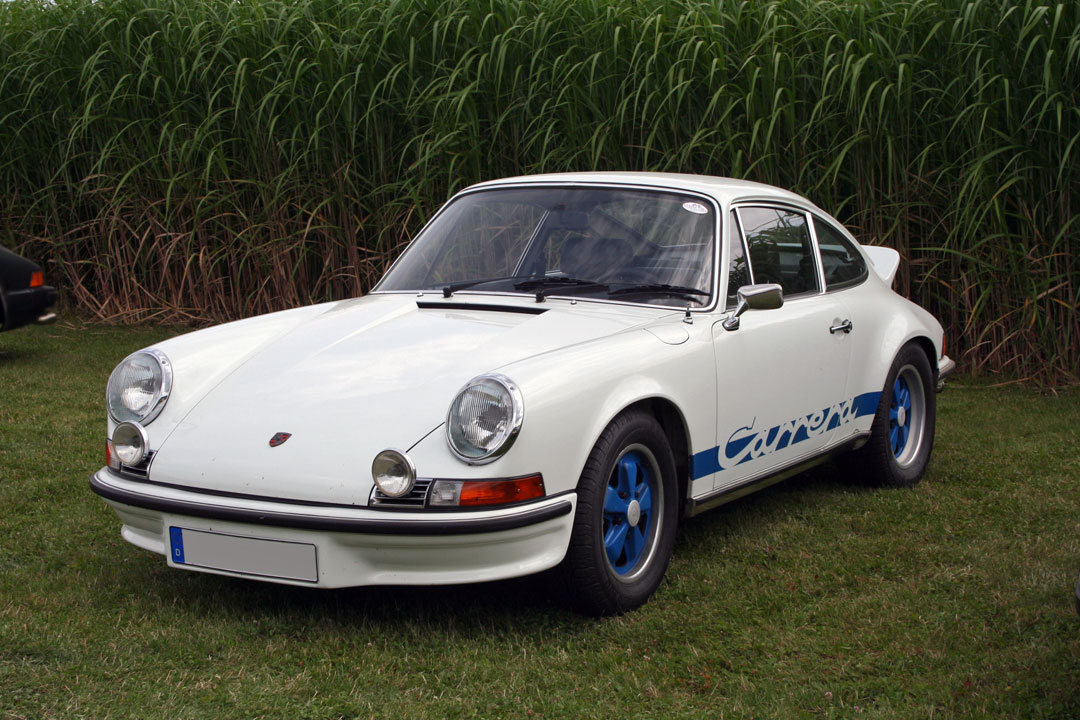
Porsche 911 Carrera ₨

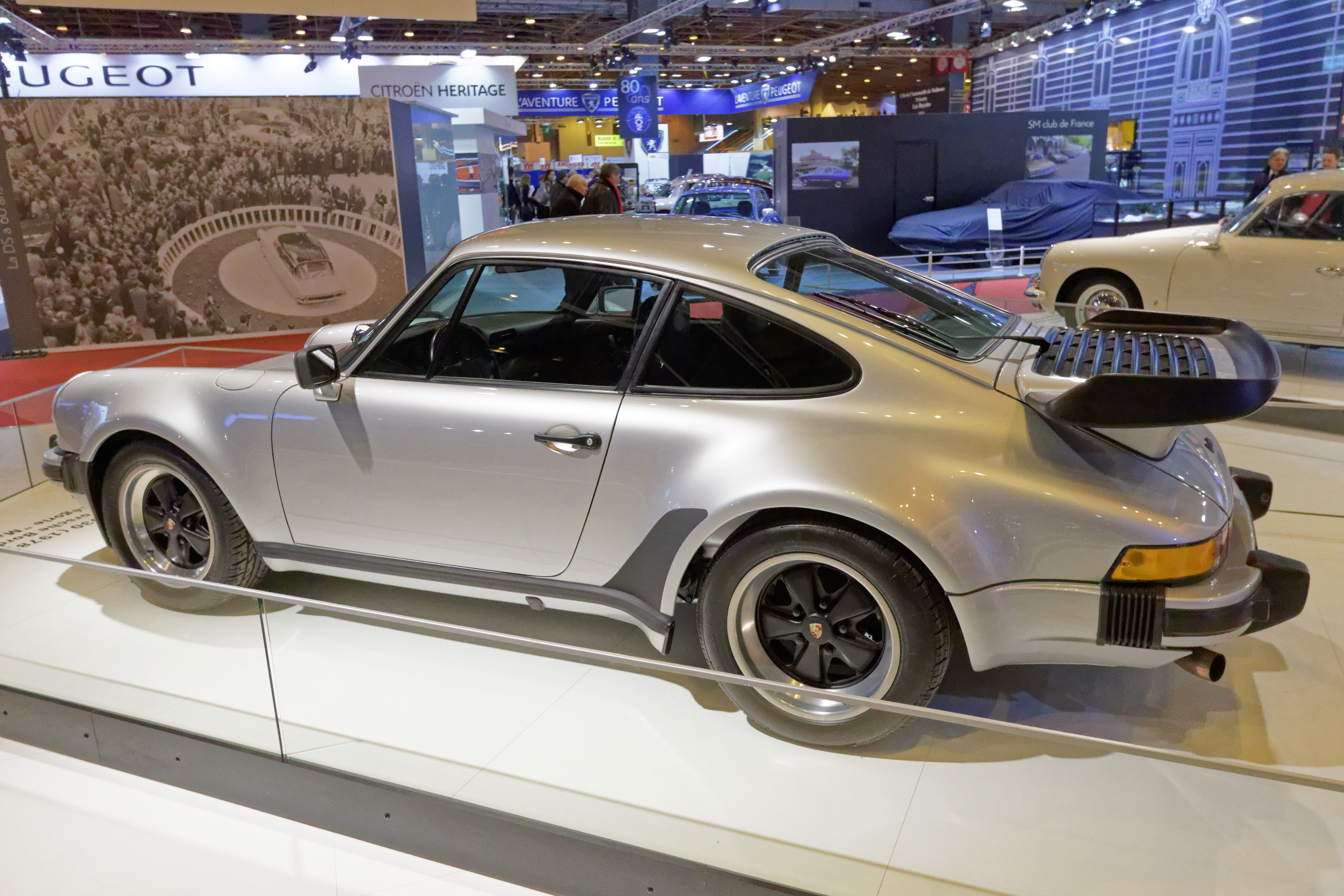
Porsche 911 type 930 (1978)

Doordat de motor en de olietank achterin zijn geplaatst ligt het zwaartepunt achter de achteras, en heeft de 911 de neiging om te oversturen. Bij abrupt gas loslaten in een bocht of op nat wegdek in een bocht bestaat het gevaar dat de auto in een bocht overstuurt en uitbreekt. Vanaf modeljaar 1969, werd daarom de wielbasis met 57 mm vergroot, met een verbeterd rijcomfort als resultaat en tegelijkertijd een meer stabiele rijdynamiek. Vanaf modeljaar 1972 werd de olietank meer naar voren geplaatst om het zwaartepunt meer naar voren te plaatsen.

### Motoren
In de loop der jaren groeide de motorinhoud van 2,0 naar 2,2 en 2,4 liter. Altijd waren diverse uitvoeringen te krijgen. De standaard 'T' (Touring, met 110, 125, of 130pk), het comfortmodel 'E' (Einspritzung, met 155 of 165pk) of de sportieve 'S' (160, 170, 180 of 190 pk).
Voor modeljaar 1973 kwam de Carrera RS (Renn-Sport) uit met 2,7 liter motor en 210 pk. Deze was bedoeld voor de racerij, maar kon ook op straat worden gebruikt. Bij de RS was alles in het werk gesteld om gewicht te reduceren. De RS is duidelijk te herkennen aan zijn kenmerkende spoiler achter op de auto, een zogenaamde "ducktail". De naam Carrera werd door Porsche voor het eerst gebruikt in 1955, om een klasse overwinning in de Carrera Panamericana van 1953 te herdenken. Carrera is Spaans voor "race".
Vanaf modeljaar 1974 waren de auto's uitgerust met een 2,7 liter motor, en hadden ze aluminium bumpers met harmonicarubbers aan de zijkant. Dit was noodzakelijk om te voldoen aan de Amerikaanse wetgeving op het gebied van veiligheid. Vanaf modeljaar 1976 werd de Porsche gebouwd van verzinkt staal om roesten tegen te gaan. De turbo-uitvoering van 1975 tot 1989 was het model met de  fabriekscode 930.

### Generaties: 964, 993, 996, 997, 991, 992
Het ontwerp van de 911 is in de eerste 29 jaar nauwelijks veranderd. Vanaf 1964 tot en met 1989 werd de "klassieke 911" geproduceerd (het "F" en "G" model genoemd). Vanaf 1989 tot en met 1992 staan de 911-modellen bekend als 964, nog steeds met ongeveer hetzelfde uiterlijk. In de periode 1993-1997 werd de 993 geproduceerd, deze heeft een moderner ontwerp, maar  de klassieke 911 lijn is nog steeds duidelijk herkenbaar.
Daarna vond een grotere designwijziging plaats, in de periode 1998-2004 stond de auto bekend als 996 en vanaf 2004 als 997; in de periode 2012-2018 als 991; Vanaf 2019 wordt de 992 geleverd.

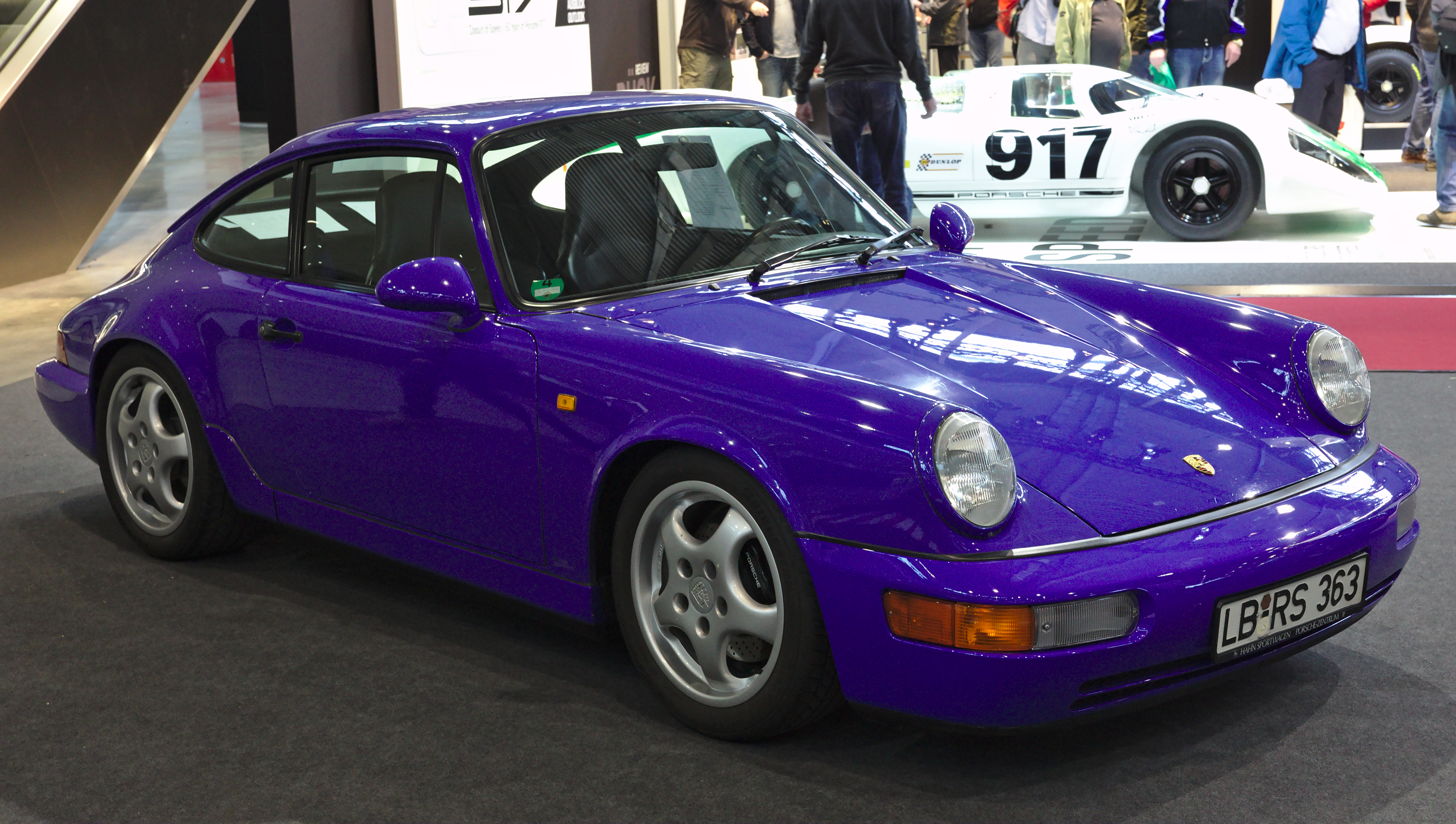
Porsche 964
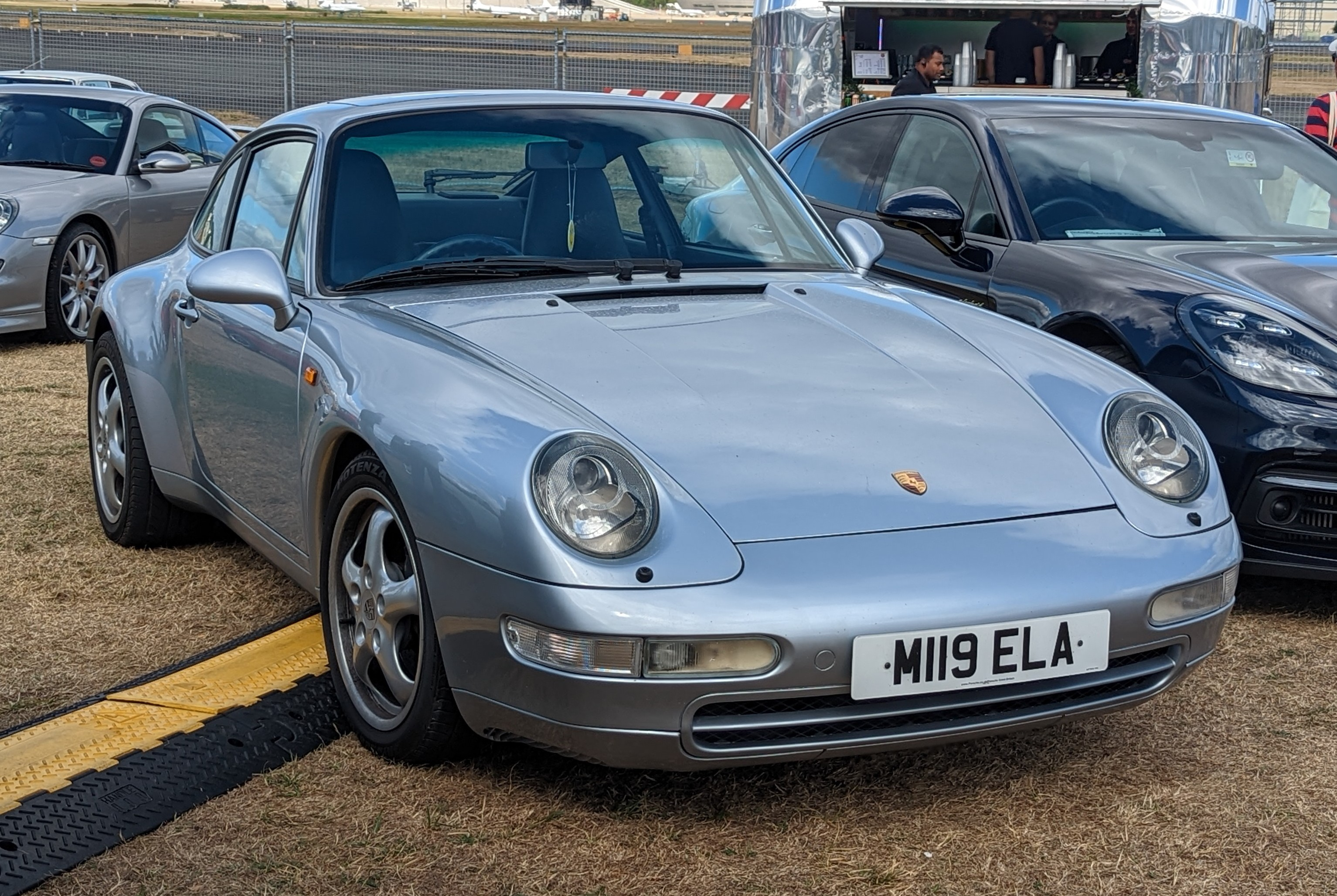
Porsche 993
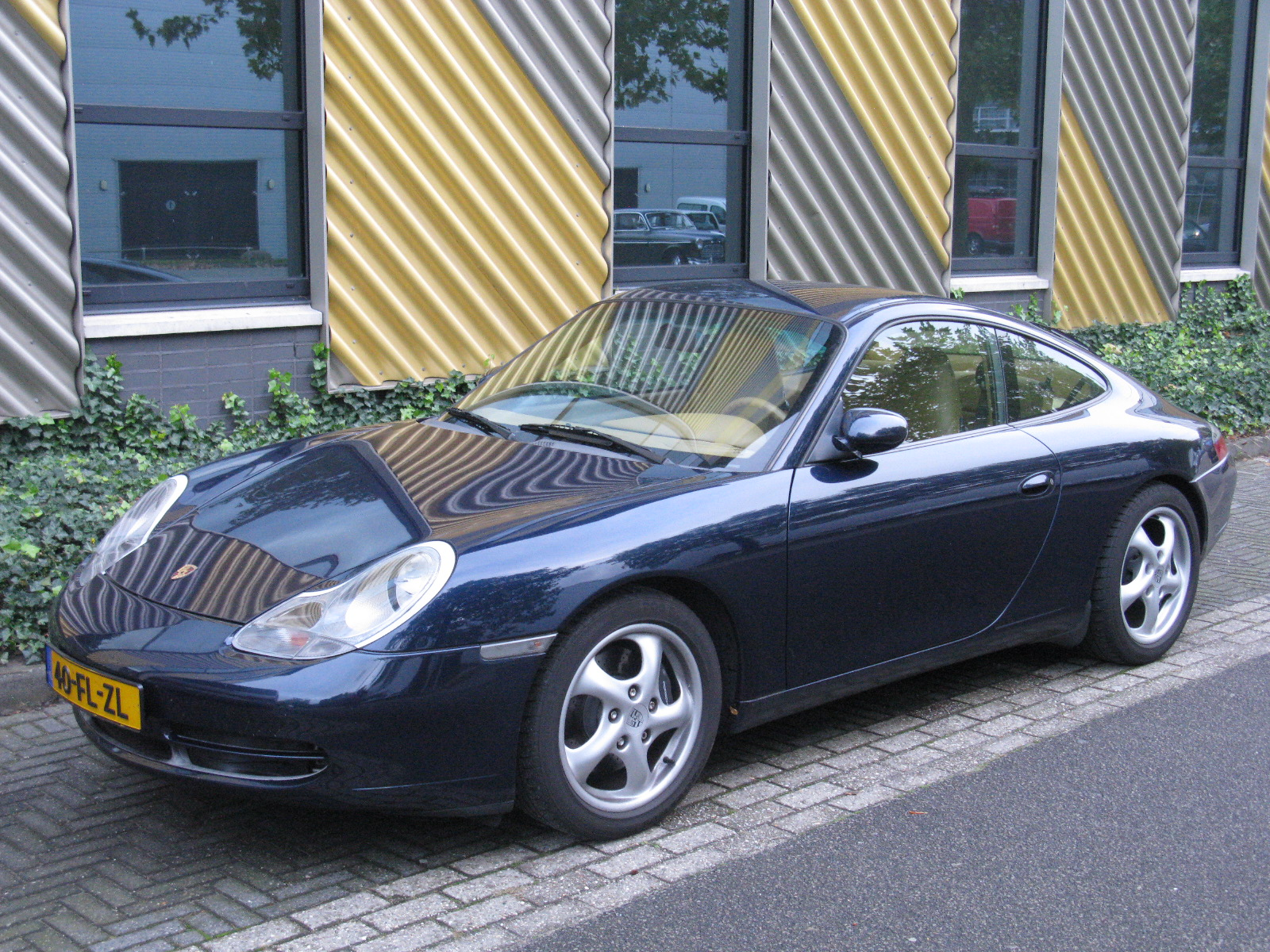
Porsche 996
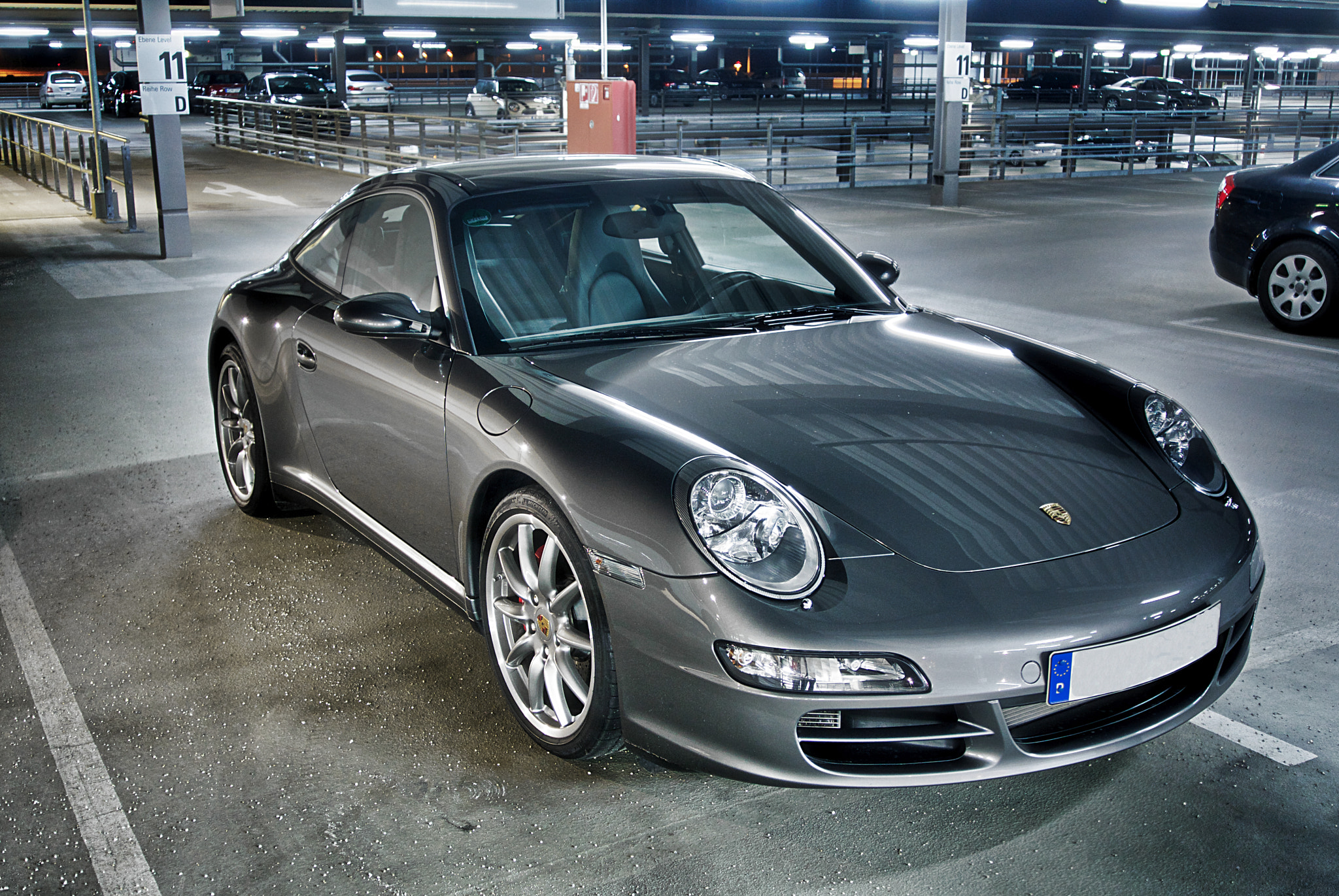
Porsche 997
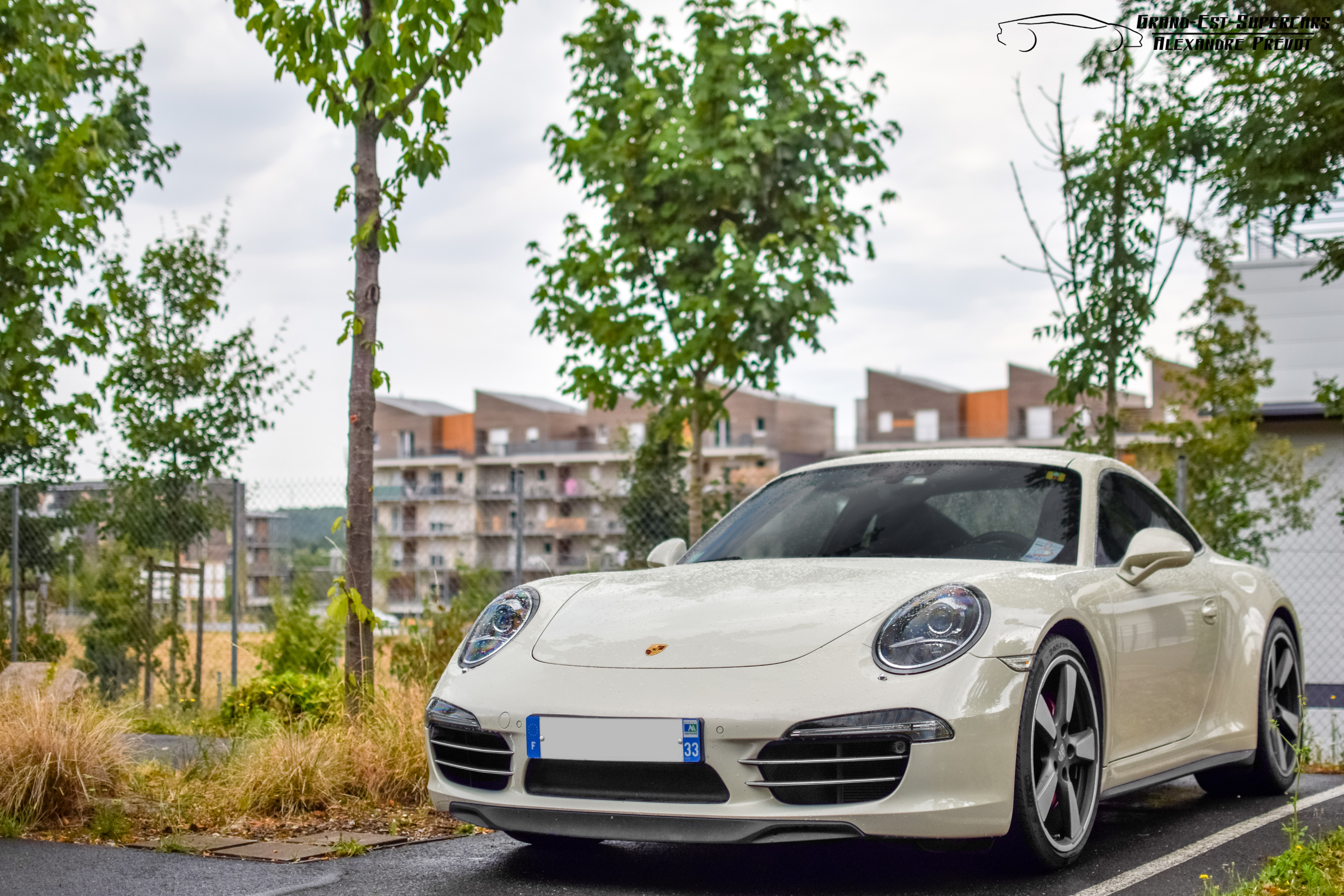
Porsche 991
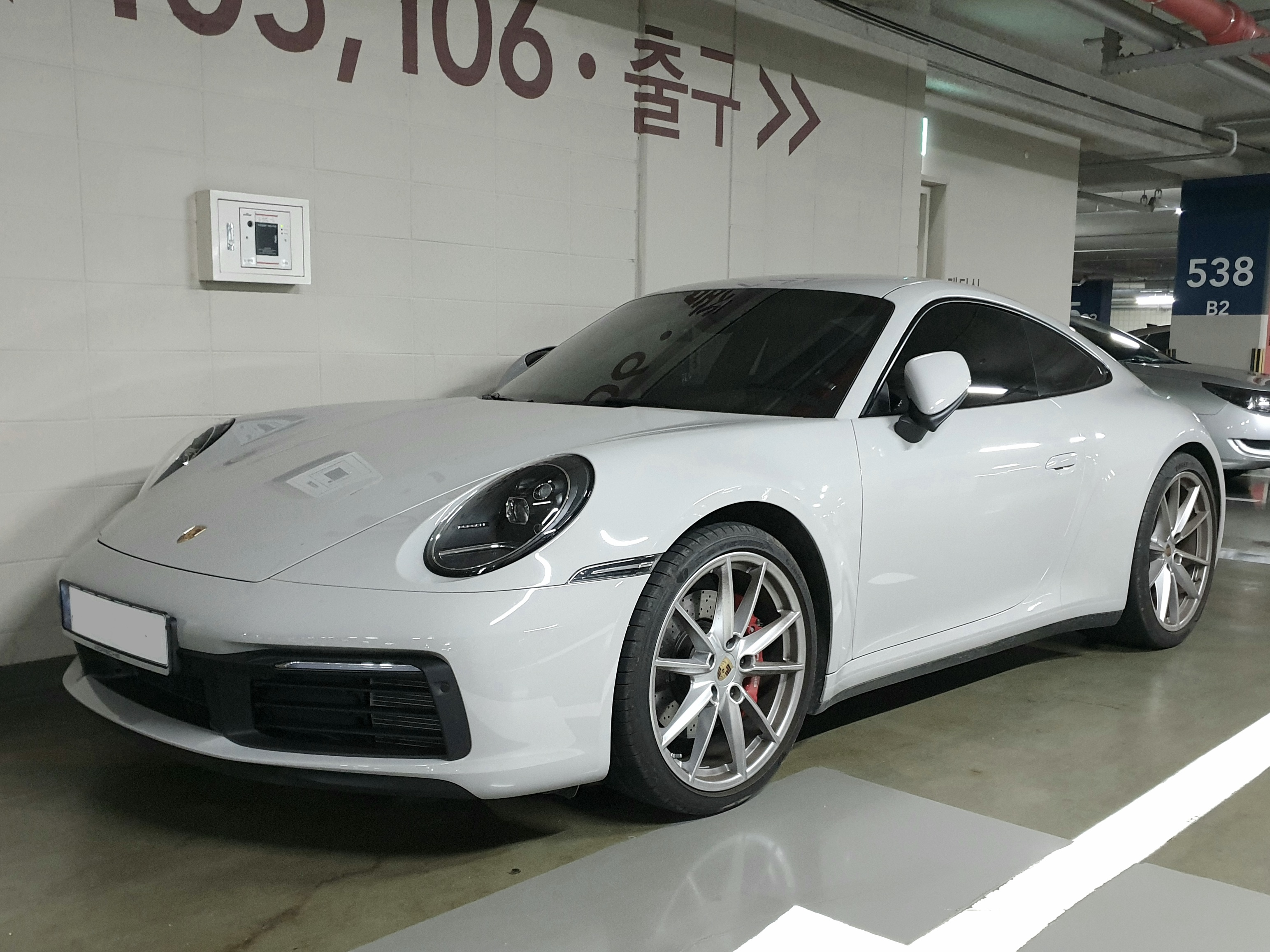
Porsche 992

## Van luchtkoeling naar waterkoeling
In de jaren negentig konden de luchtgekoelde motoren de vraag naar betere prestaties niet meer bijbenen en bovendien werd het steeds moeilijker om te voldoen aan de strenger wordende emissie-eisen. In 1997 werd de eerste watergekoelde Porsche 911 geïntroduceerd (modeljaar1998) onder de projectnaam 996 met een motor van 3,4 liter en 300 pk. Porsche heeft met deze eerste generatie watergekoelde motoren de nodige technische problemen gehad. In het modeljaar 2001 werd de 996 licht gewijzigd. Diverse verbeteringen werden doorgevoerd en de motor groeide naar 3,6 liter en 320 pk. De tweede generatie 996 is te herkennen aan de afwijkende koplampen.
In 2004 werd de opvolger van de 996 gelanceerd: de 997 met motoren met een cilinderinhoud van 3,6 liter en 3,8 liter voor de Carrera "S". In 2008 kwam de facelift van de 997 van de Carrera- en Targa-modellen. De gewone Carrera heeft nu 345 pk en de 'S' 385 pk. De 997 GT3 heeft 435 pk en de Porsche 997 Turbo heeft 500 pk, terwijl de Porsche 997 Turbo S 530 pk heeft. De 911 Turbo heeft niet alleen veel meer vermogen, maar ook het koppel nam aanzienlijk toe, een van de redenen waarom de 911 Turbo is uitgerust met variabele vierwielaandrijving. (Als de achterwielen zouden beginnen door te spinnen door het hoge koppel, neemt de vooras tot 95% van de aandrijving voor zijn rekening.) Zonder dat dit het geval is gaat er toch steeds 5% van de aandrijving naar de vooras.

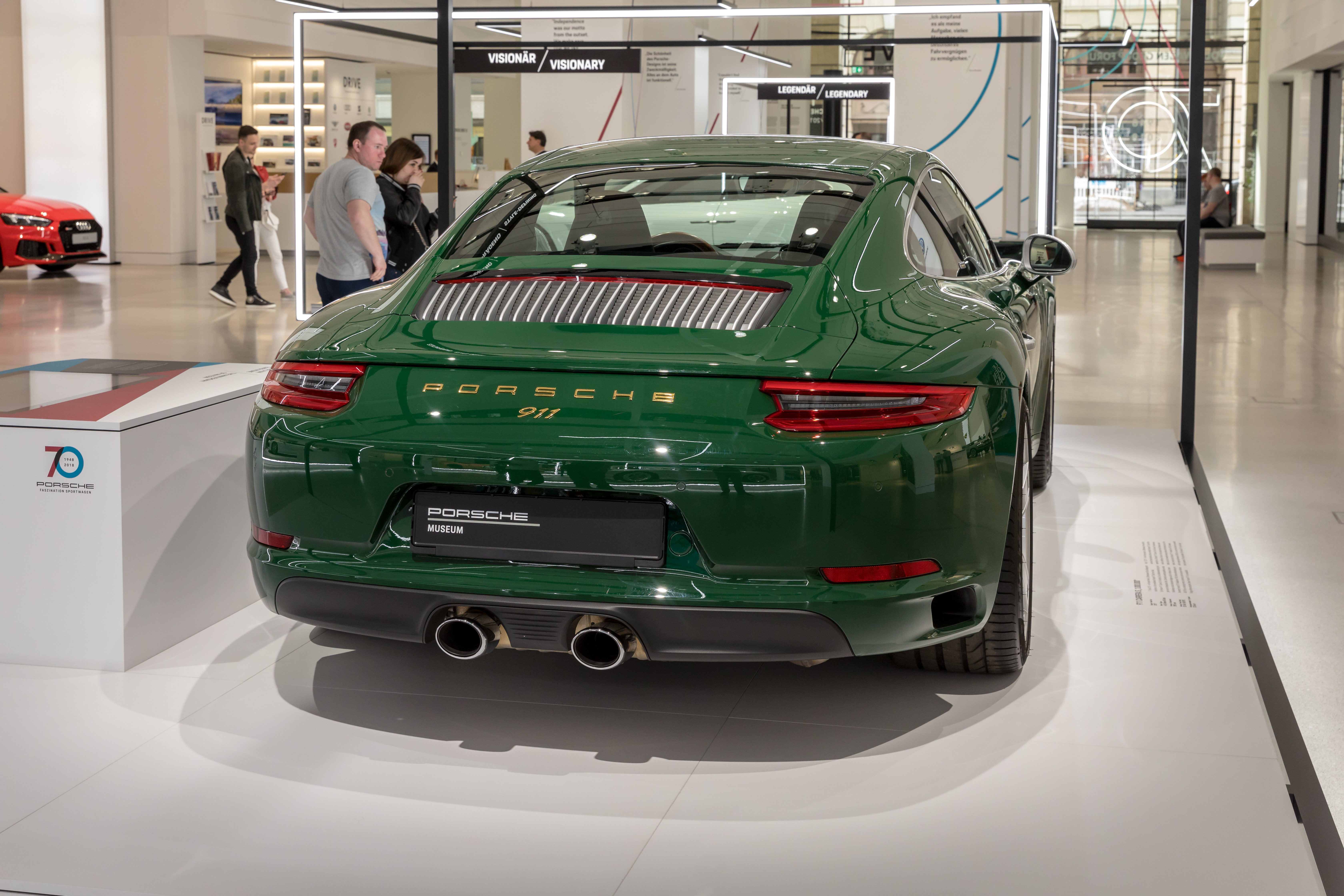
Porsche 911 Nr. 1.000.000

In september 2011 werd op de Internationale Automobil-Ausstellung (IAA) in Frankfurt de 991 gepresenteerd. Deze laatste generatie is leverbaar als Carrera, Carrera S, Carrera GTS, Turbo, Turbo S, GT3 en GT3 RS. Er is twee- en vierwielaandrijving leverbaar (Carrera 2/ Carrera 4), en er zijn drie carrosserievarianten: de Coupé, Cabriolet en Targa.
Op 11 mei 2017 rolde de miljoenste Porsche 911 van de productielijn. Het in groen uitgevoerde voertuig blijft in bezit van het Porsche Museum.

## Politie-Porsches

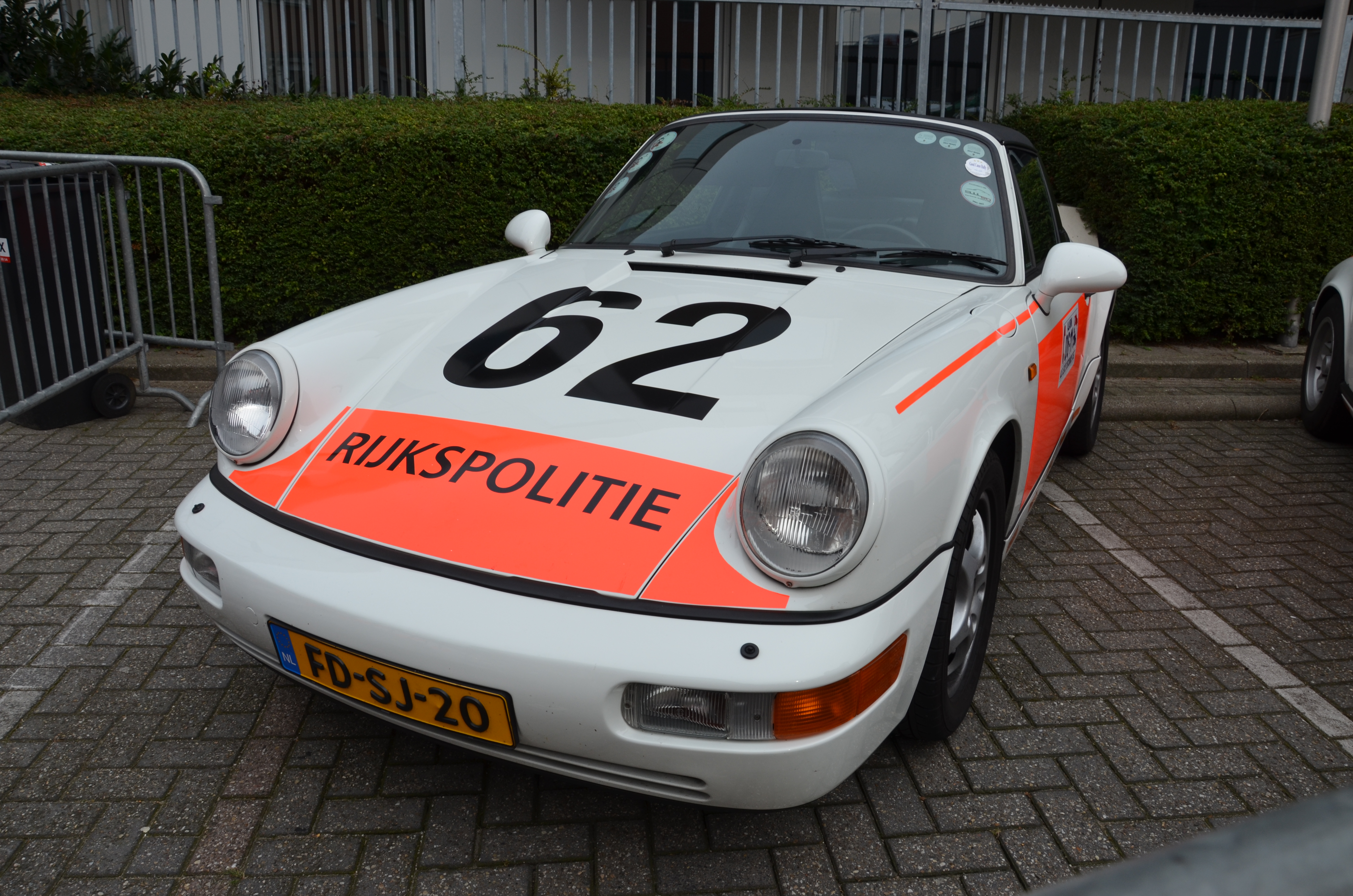
Rijkspolitie-Porsche type 964

De algemene verkeersdienst (AVD) van de Nederlandse Rijkspolitie heeft jarenlang met verschillende versies van de 911 gereden, tot in 1996. In totaal zijn er ruim 500 Porsches van verschillende typen in dienst geweest. Veel waren er van het type 911 met targa-dak. Dit had men van de Duitse Autobahnpolizei afgekeken die ook gebruikmaakte van de 911. Naast de 911 heeft de Rijkspolitie in mindere mate gebruikgemaakt van de Porsche 912, de Porsche 356 de Porsche 914 en de Porsche 968. Porsche leverde speciale uitvoeringen voor de politieauto's. De auto's hadden hun nummer groot afgebeeld op de voorklep zodat deze herkenbaar was vanuit de lucht.

## Productieaantallen
De Porsche 911 werd in de volgende aantallen gebouwd:
| Model                     | Geproduceerde auto's |
| ------------------------- | -------------------- |
| 911 (F-model 1968-1974)   | 81.032               |
| 911 (G-model 1974-1989)   | 193.605              |
| 911 (964-model 1989-1994) | 63.753               |
| 911 (993-model 1994-1998) | 68.839               |
| 911 (996-model 1998-2004) | 185.843              |
| 911 (997-model 2004-2009) | 218.4431             |
| 911 (991-model 2012-2019) | 233.540              |
| 911 (992-model 2019-)     |                      |

1Betreft hier slechts de geproduceerde aantallen tussen 2004 en 2009.

## Galerij

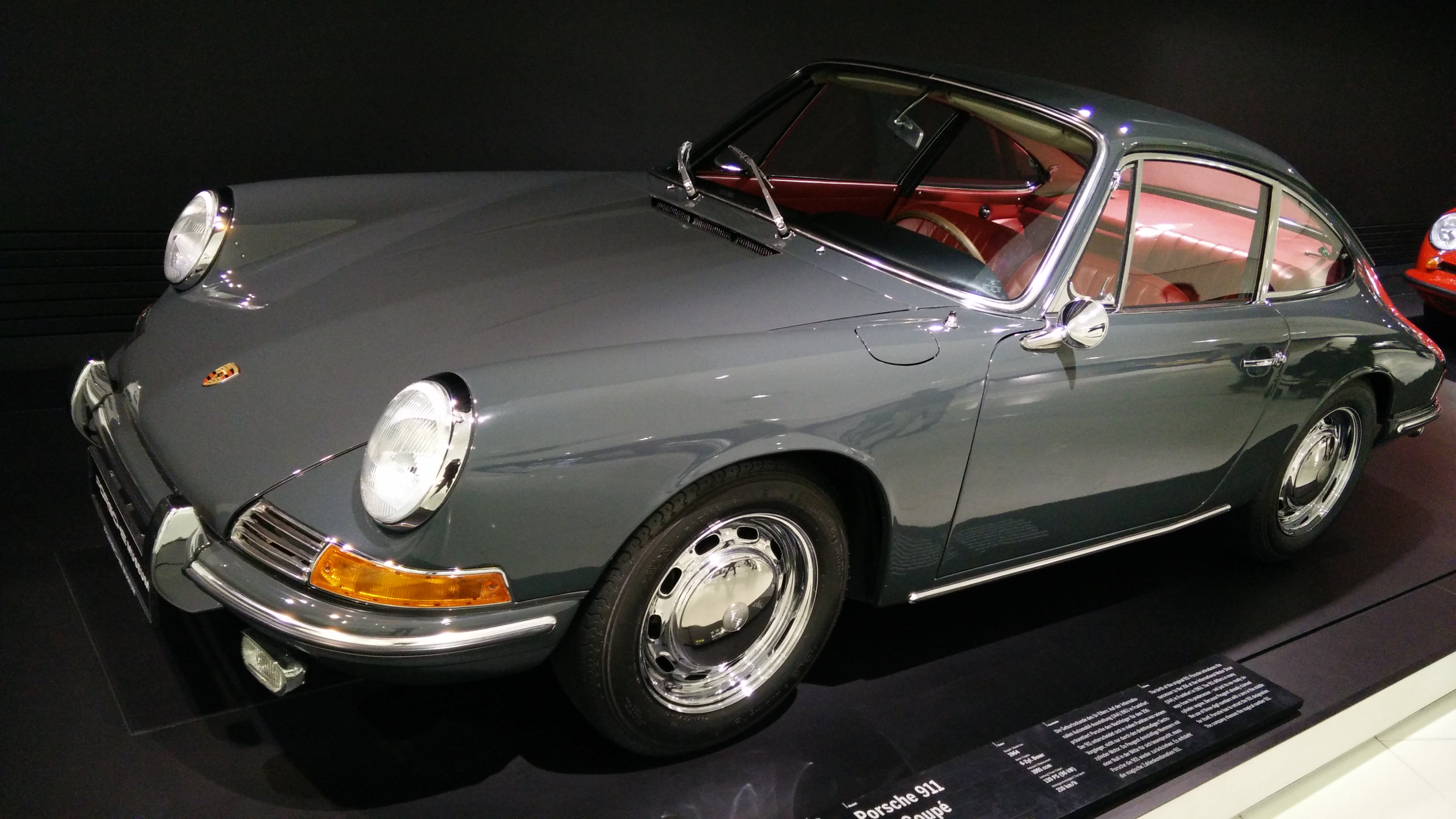
Porsche 911 (1966)
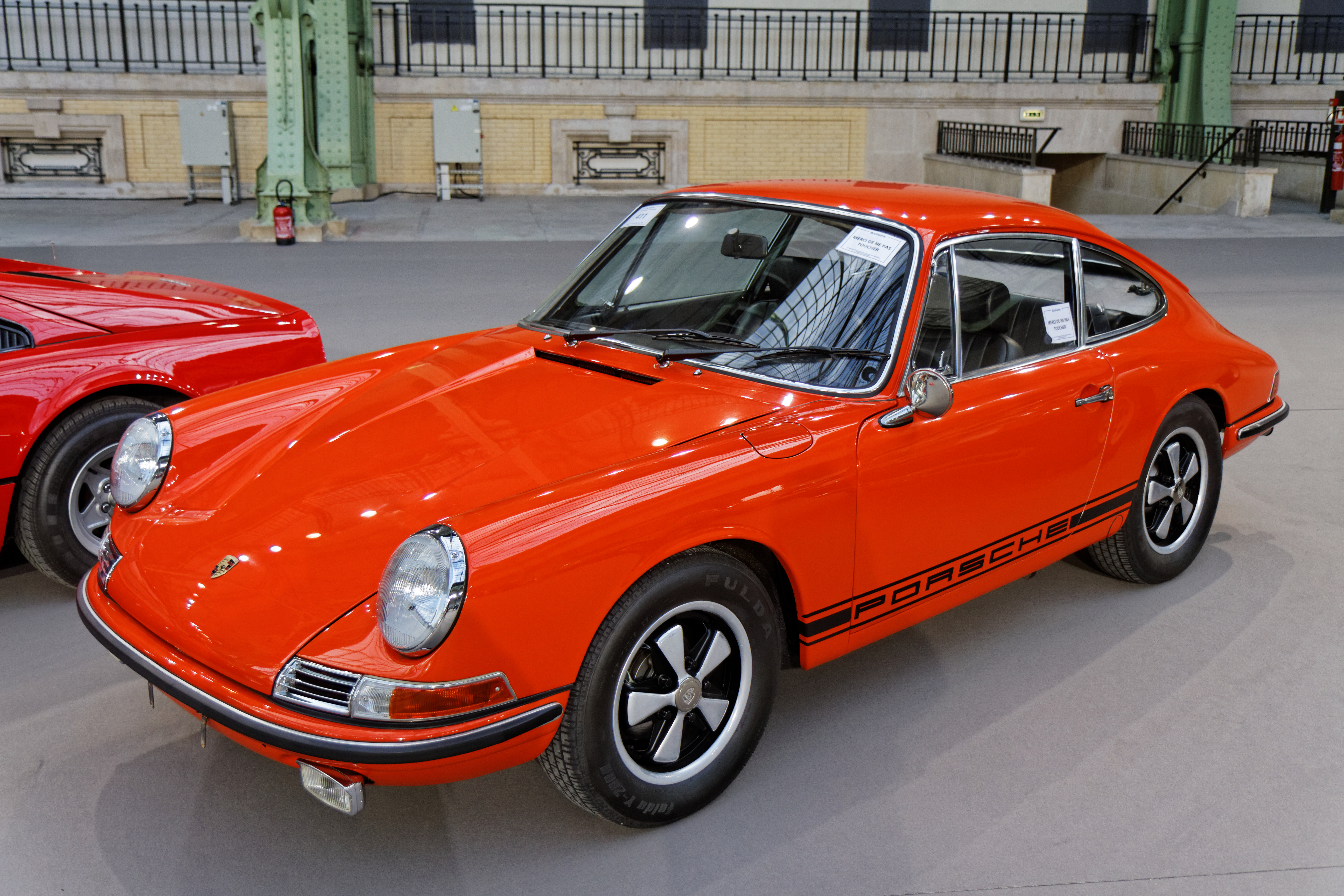
911T SWB coupé (1968)
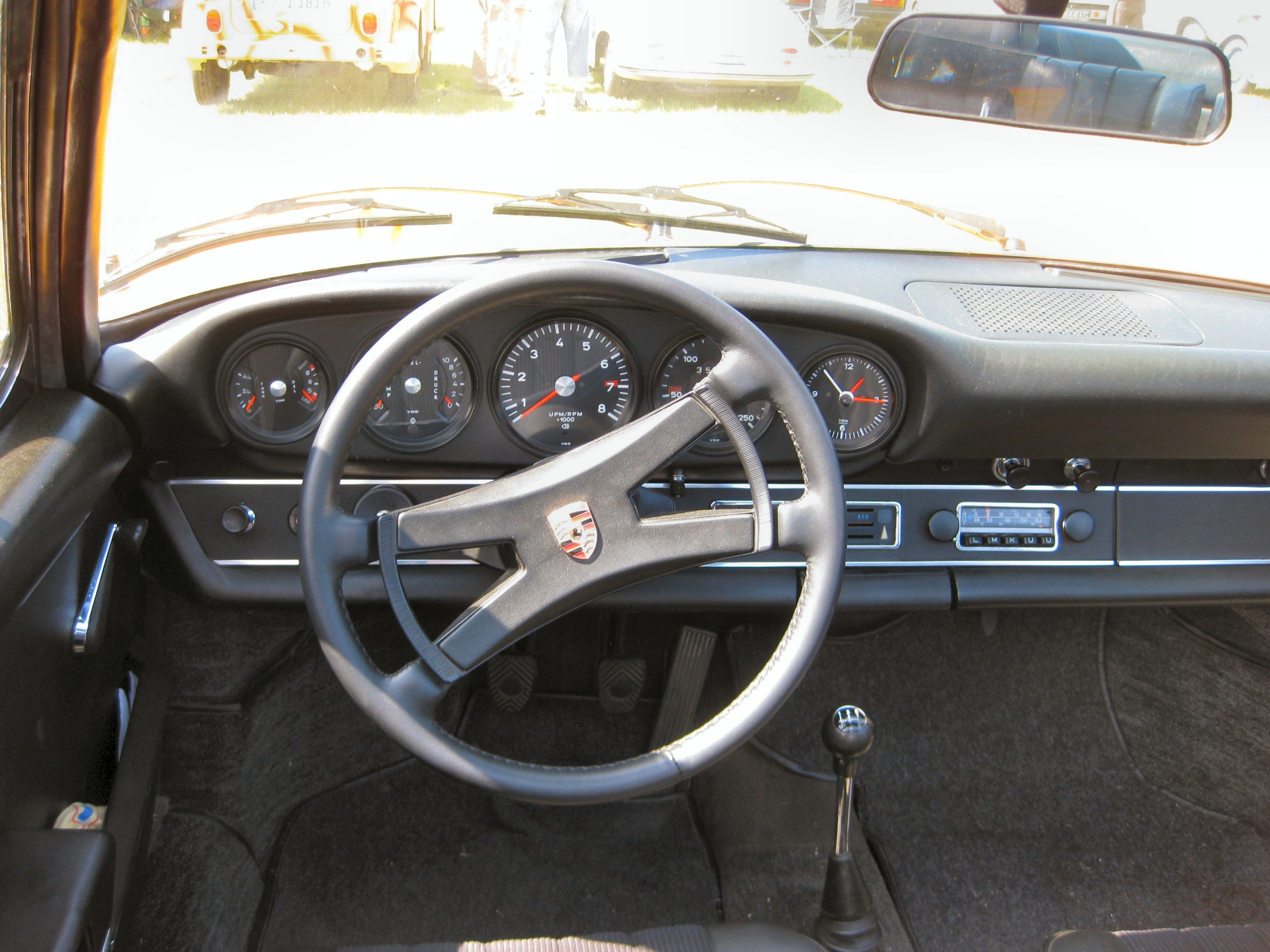
instrumentenpaneel klassieke 911
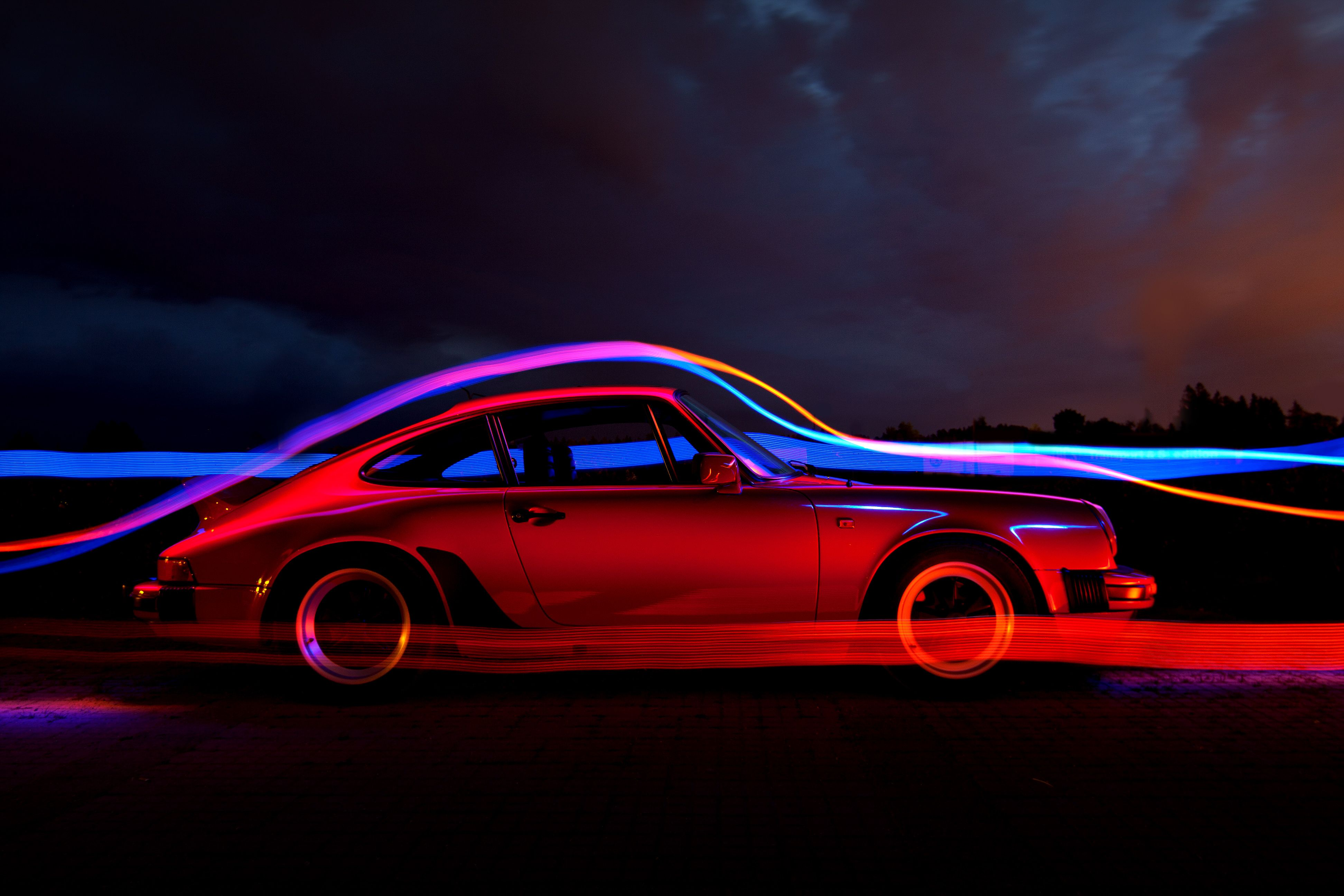
De aerodynamica gevisualiseerd
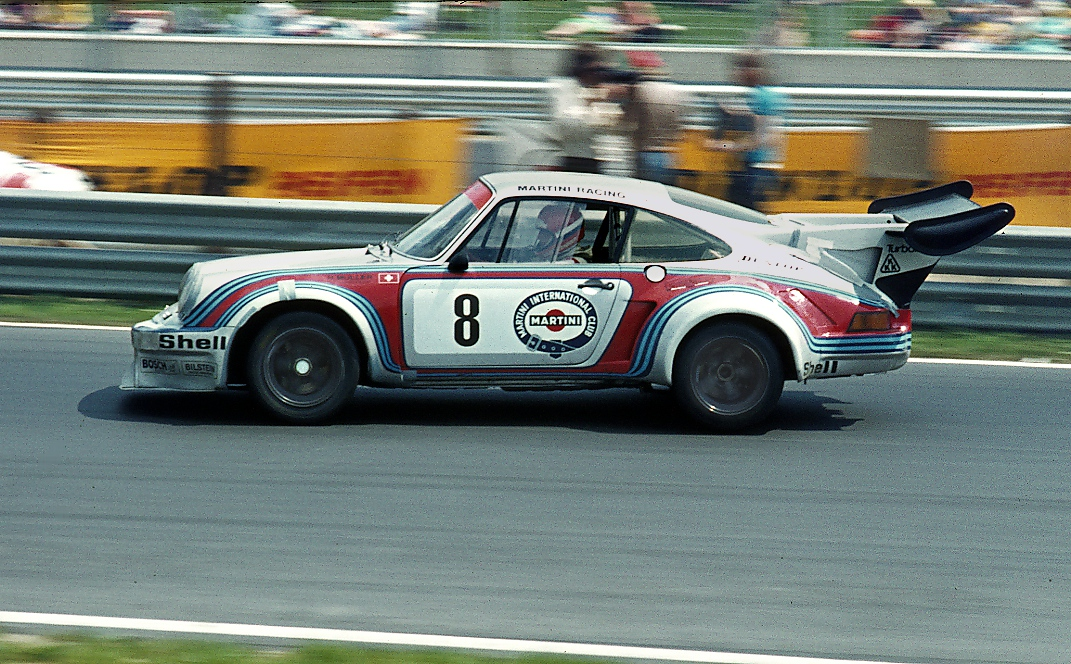
Gijs van Lennep in de Porsche 911 RSR (1974)
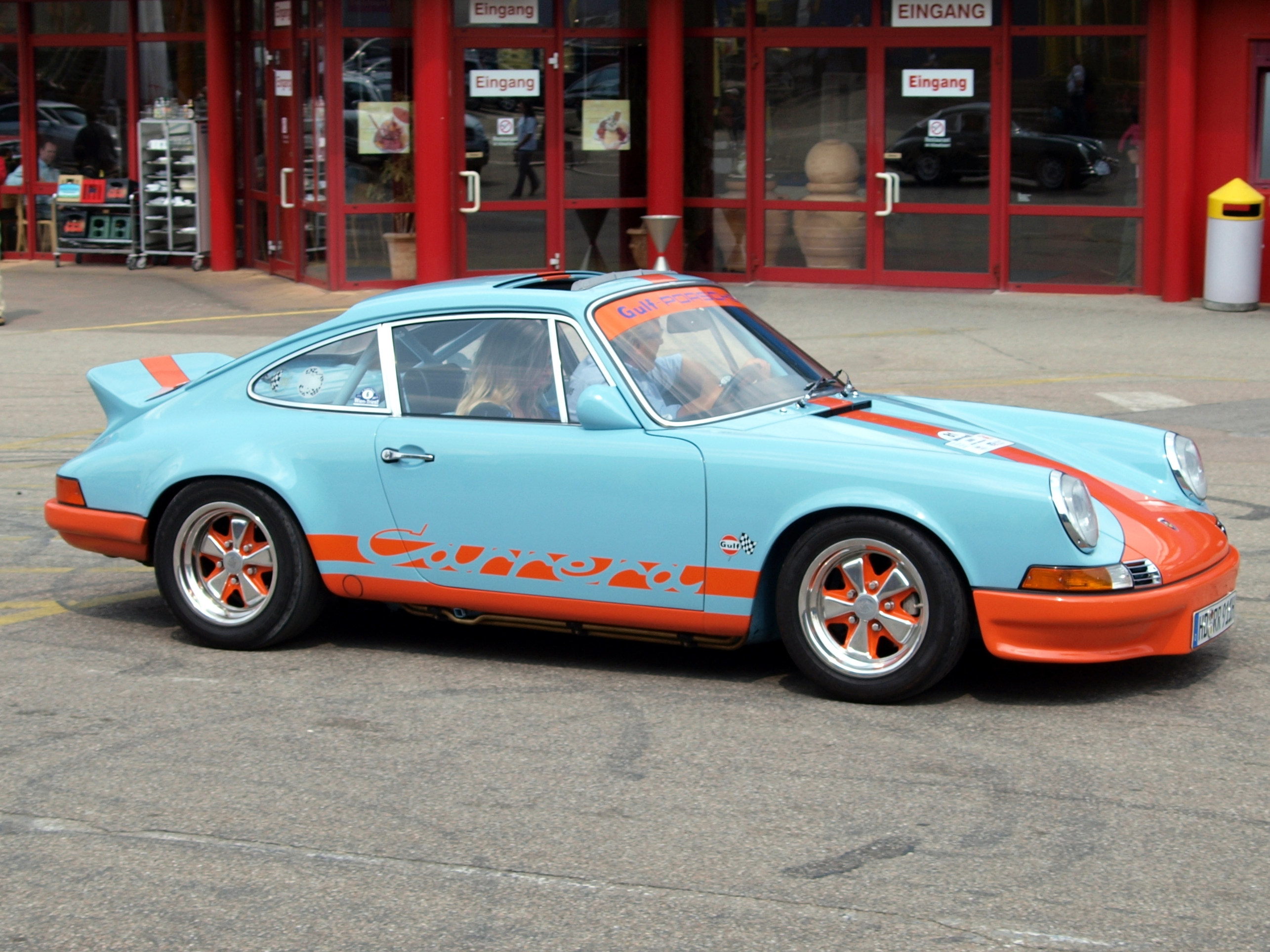
Porsche 911 Carrera Targa (1978)
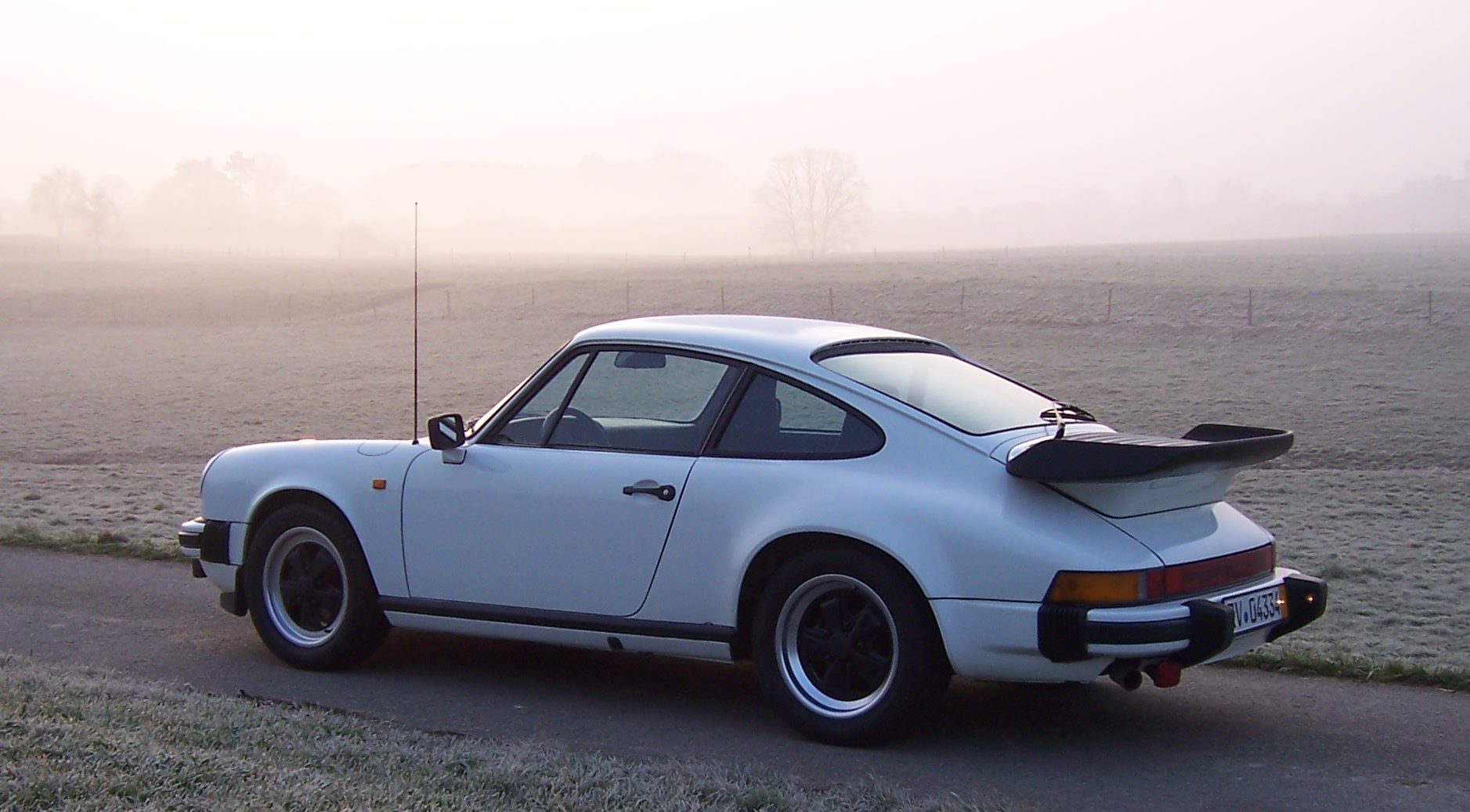
Porsche 911SC (1981)
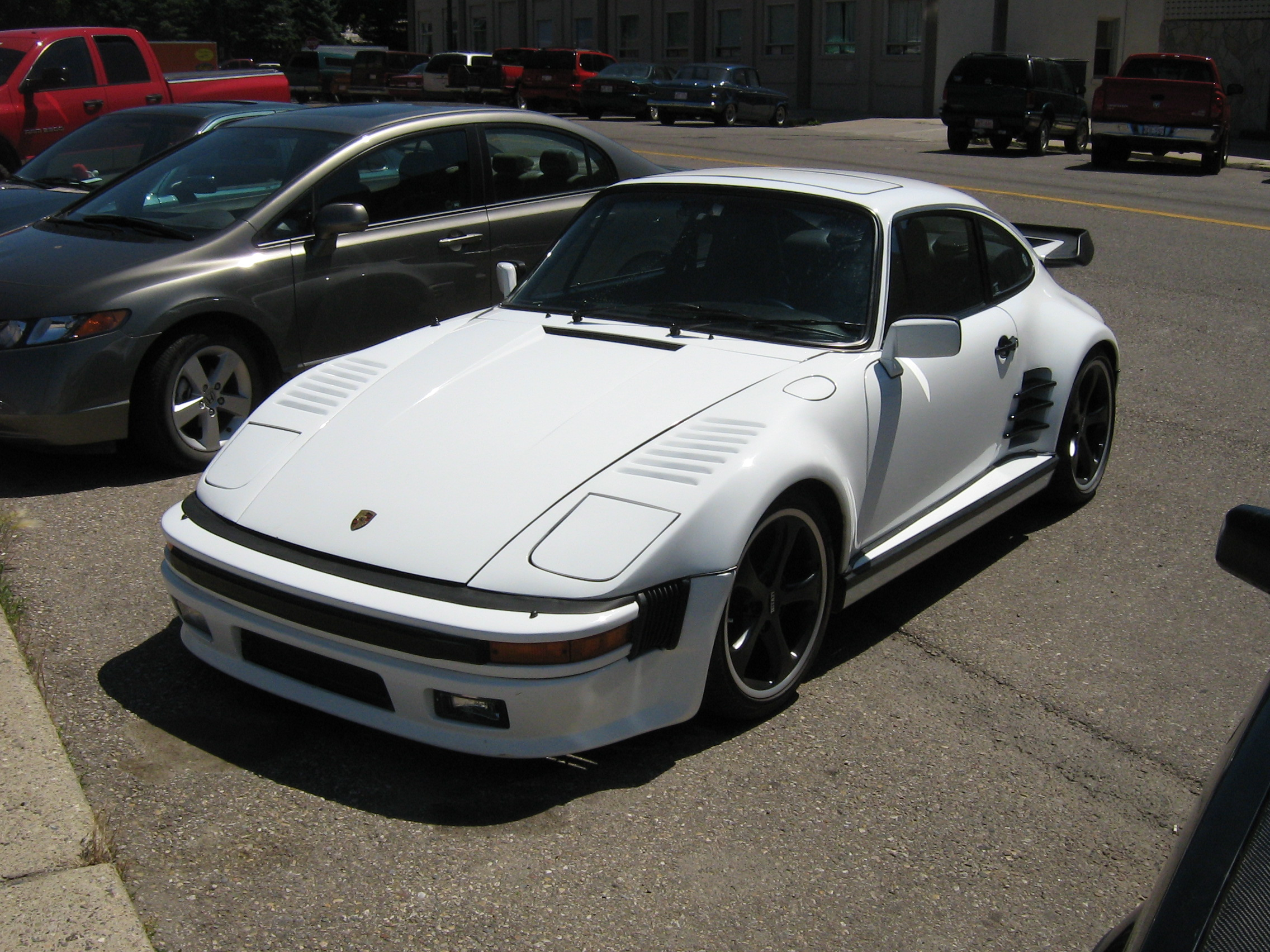
Een 911 met klapkoplampen
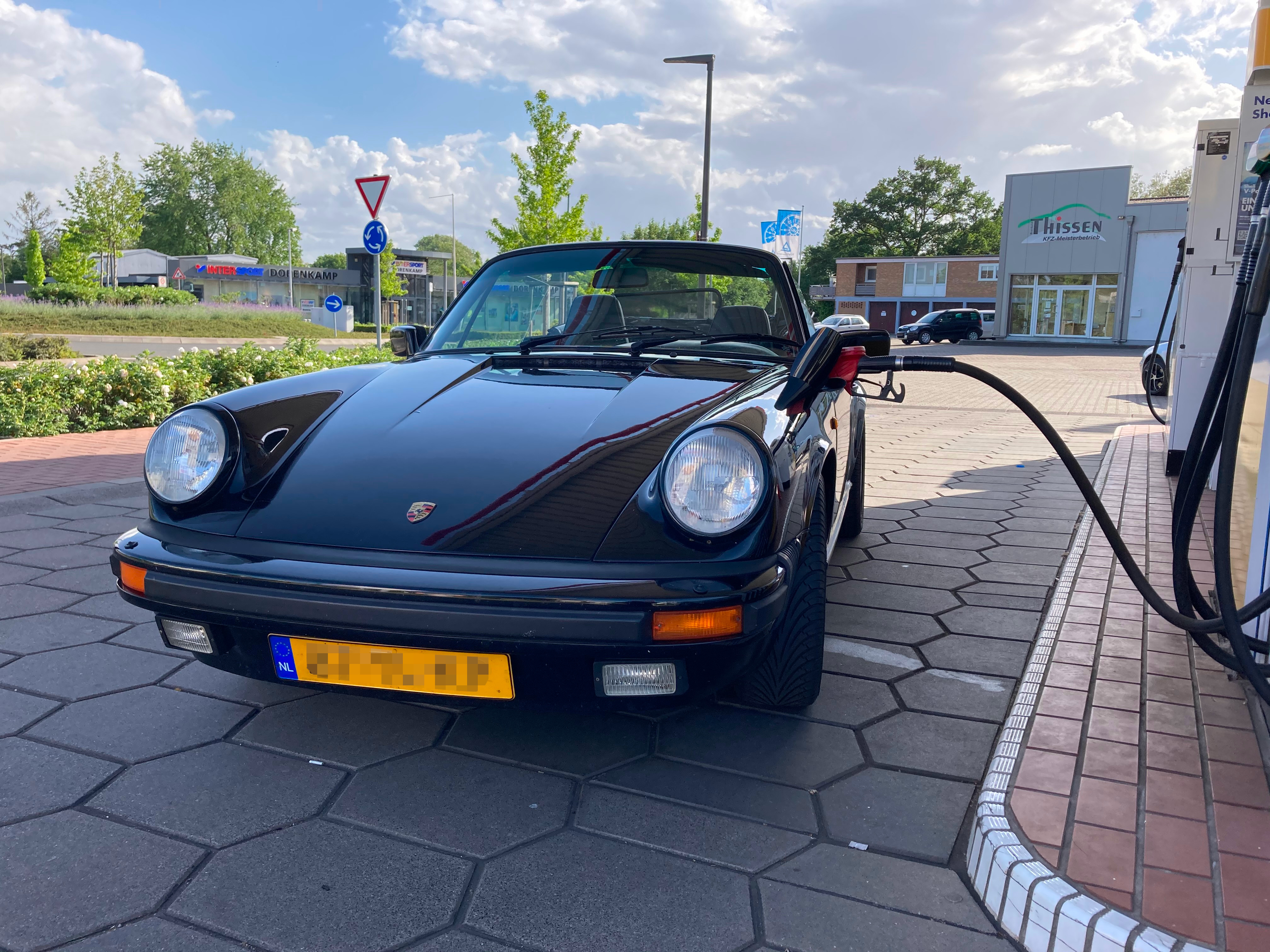
Een 911 Carrera Cabrio, G-model
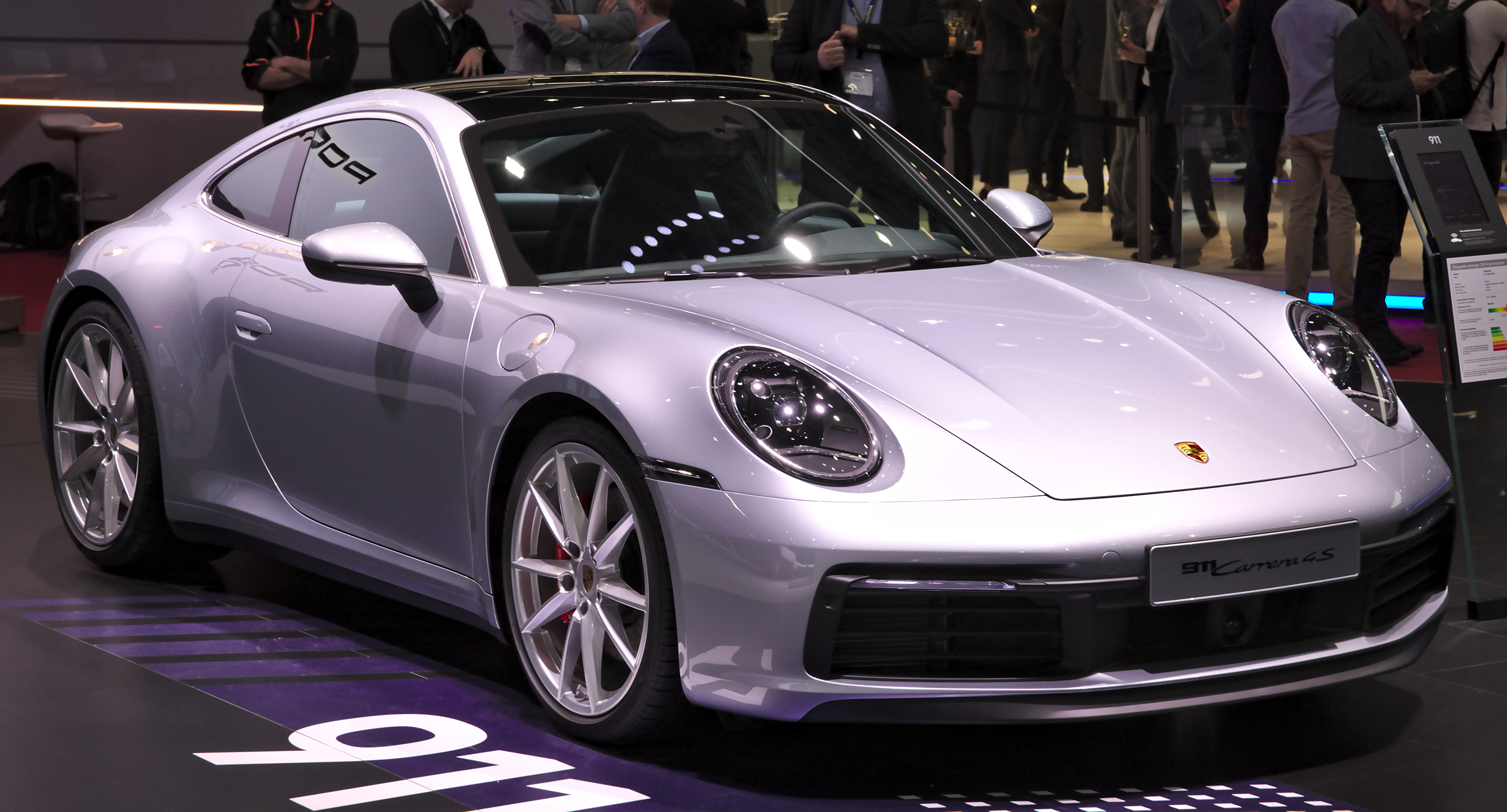
Porsche 992